# Michael Aschbacher
Pour les articles homonymes, voir Aschbacher.
Michael George Aschbacher, né en 1944, est un mathématicien américain, surtout connu pour ses travaux sur les groupes finis.

## Œuvre
Aschbacher a joué un rôle primordial dans l'achèvement de la classification des groupes simples finis dans les années 1970-1980. Il s'est avéré par la suite que la classification était incomplète parce que le cas des groupes quasi-fins (en) n'avait pas été complètement traité. Cette lacune fut comblée par Aschbacher et Stephen D. Smith en 2004, dans deux livres d'environ 1 300 pages.

## Carrière
Michael Aschbacher a obtenu son B.S. au Caltech en 1966 et son Ph.D. à l'université du Wisconsin-Madison en 1969. Il est devenu enseignant au Caltech en 1970 et professeur titulaire en 1976. Il occupe actuellement la chaire Shaler Arthur Hanisch de professeur de mathématiques au Caltech.

## Distinctions
- Prix Cole (1980)
- Élu à la National Academy of Sciences (1990)
- Élu membre de l'American Academy of Arts and Sciences (1992)[4].
- Prix Schock en mathématiques de l'Académie royale des sciences de Suède (2011)[5].
- Prix Steele pour la vulgarisation mathématique (2012)
- Prix Wolf en mathématiques (2012)

## Sélection d'ouvrages
- Finite group theory  (ISBN 978-0-521-78675-1) [lire en ligne]
- Sporadic groups  (ISBN 978-0-521-42049-5) [lire en ligne]
- The finite simple groups and their classification, Yale University Press, coll. « Yale Mathematical Monographs » (no 7), 1980 [présentation en ligne]
- Overgroups of Sylow subgroups in sporadic groups, AMS, 1986  (ISBN 978-0-8218-2344-6) [lire en ligne]
- (avec Stephen D. Smith), The classification of quasithin groups : I Structure of Strongly Quasithin K-groups, AMS, coll. « Mathematical Surveys and Monographs » (no 111), 2004, 1221 p. (ISBN 978-0-8218-3410-7, présentation en ligne, lire en ligne)
- (avec Stephen D. Smith), The classification of quasithin groups : II Main theorems: the classification of simple QTKE-groups, AMS, coll. « Mathematical Surveys and Monographs » (no 112), 2004, 1221 p. (ISBN 978-0-8218-3411-4, présentation en ligne)
- (avec Richard Lyons, Stephen D. Smith et Ronald Solomon), The Classification of Finite Simple Groups: Groups of Characteristic 2 Type, AMS, coll. « Mathematical Surveys and Monographs » (no 172), 2011  (ISBN 978-0-8218-5336-8) [lire en ligne]